# ほねぶと
ほねぶとはKBCラジオのニュースワイド番組。

## 概要
KBCラジオでは、2011年から2013年のナイターオフに「らぶチャンネル」というワイド番組を放送してきたが、2014年のナイターオフでは火曜日から金曜日に日替わりの生ワイド番組を編成することになった。
この番組は「骨太なパーソナリティと骨太なコメンテーター」が最新の出来事を交えて、本音をぶつけ合いながら、リスナーに対して「問題提起」を行いながら、リスナーとともに作りあげる「ニュースワイド番組」となっている。

## 放送時間
- 水曜 19:00-22:00

## パーソナリティ
- 椎葉ユウ
- 岩部見梨（九州朝日放送アナウンサー）